# Palais Royal – Musée du Louvre
Palais Royal – Musée du Louvre – stacja linii 1 i 7 metra w Paryżu, położona w 1. dzielnicy.

## Stacja

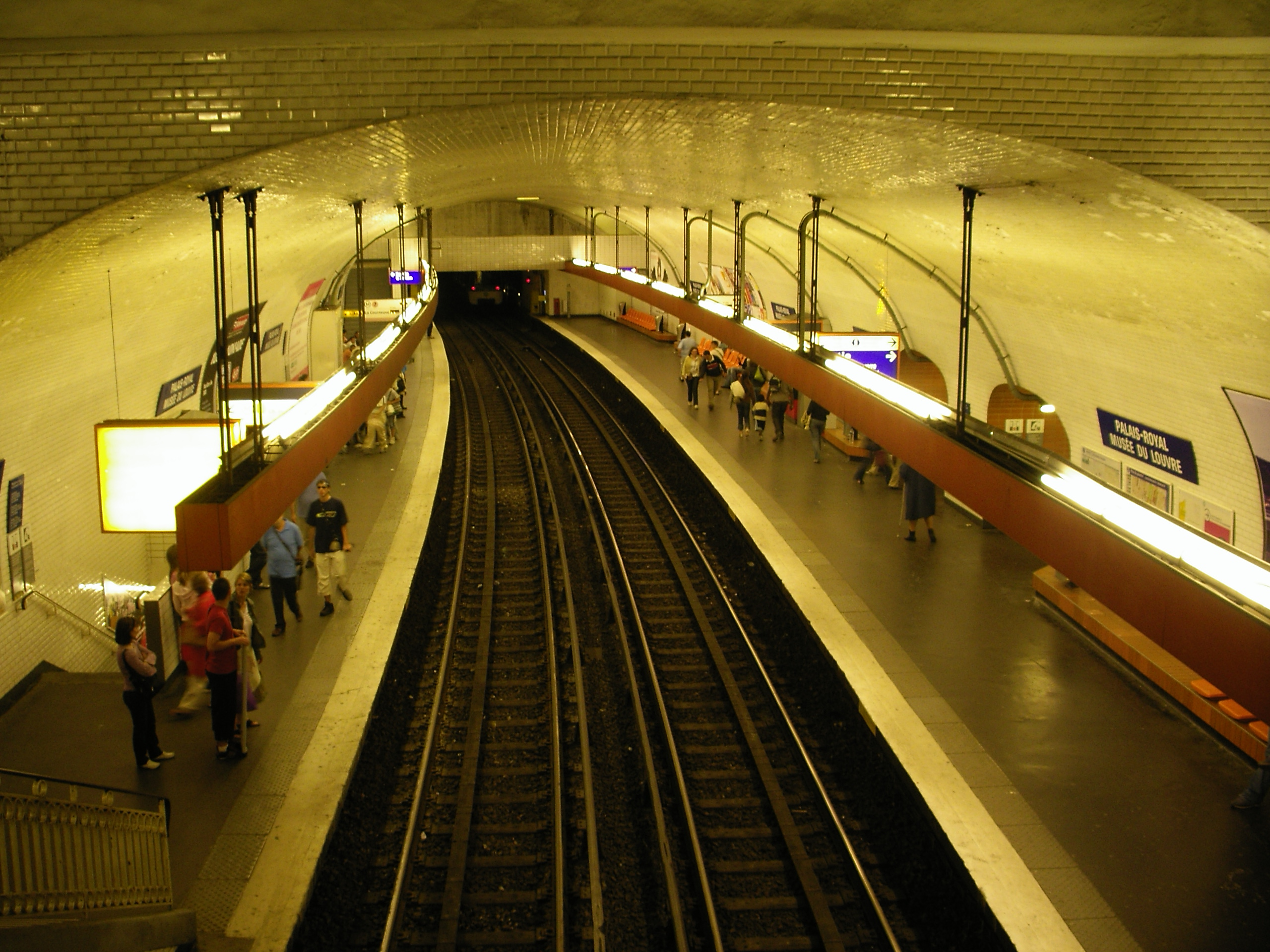
Stacja linii 7.

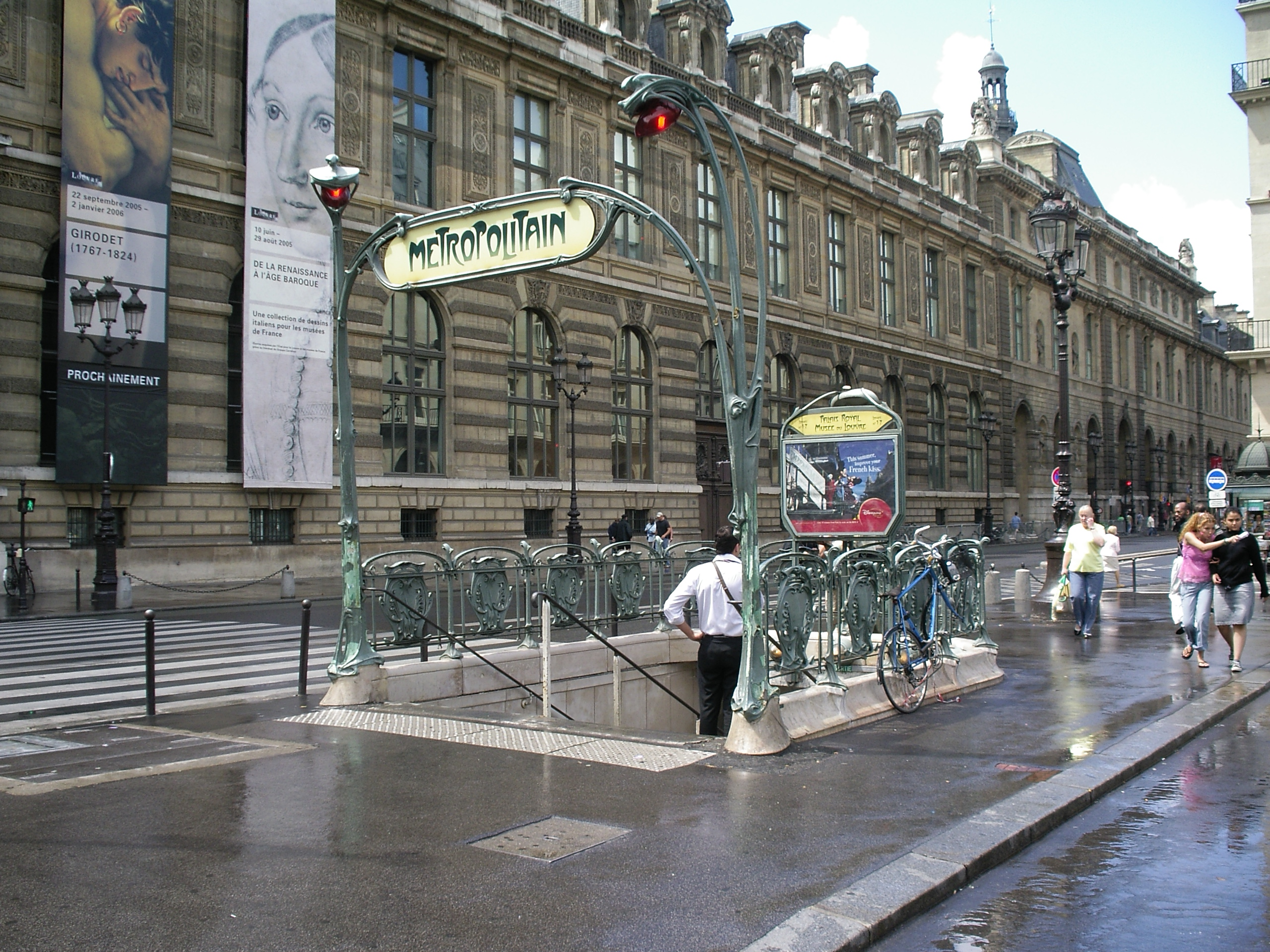
Zabytkowe wejście.

Stacja została otwarta w 1900 roku. Posiada dwie jednonawowe hale peronowe, każda z dwoma peronami bocznymi.
Początkowo stacja nazywała się Palais Royal (od pobliskiego Palais-Royal), a od 1989 roku nosi obecną nazwę z drugim członem odwołującym się do Luwru. Zmiana nazwy miała na celu ułatwienie dotarcia do Luwru turystom (wyraźne wskazanie na muzeum, w przeciwieństwie do stacji Louvre – Rivoli, której nazwa pochodzi od ulicy – Rue du Louvre).
Od czasu remontu Luwru każdy z peronów stacji linii 1 jest połączony z podziemną galerią handlową Carrousel du Louvre, prowadzącą także do podziemnego holu muzeum.
W ramach automatyzacji linii 1, w 2009 roku perony stacji zostały podwyższone.
Trzy z wejść na stację, zaprojektowane w 1900 roku przez Hectora Guimarda, są od 29 maja 1978 wpisane na listę zabytków.

### Kiosk nocnych Marków
Nowe wejście na stację, zwane kioskiem nocnych Marków (fr. le kiosque des noctambules), zostało otwarte w październiku 2000 roku z okazji stulecia paryskiego metra. Utrzymane w kontrowersyjnym stylu dzieło artysty Jean-Michela Othoniela jest usytuowane na Place Colette.
Dwie kopuły wejścia (jedna reprezentująca dzień, druga – noc) są wykonane ze szklanych paciorków, zabarwionych i nawleczonych na aluminiową strukturę. Dzieło kontrastuje z zabytkowym otoczeniem.

### Mozaika plemieniaHuichol
W 1997 roku, z okazji 30-lecia współpracy metra paryskiego z meksykańskim, zorganizowano artystyczną wymianę. Stacja Palais Royal – Musée du Louvre otrzymała indiańską mozaikę pod tytułem Myśl i dusza Huiczoli (fr. La Pensée et l'Âme huicholes), wykonaną przez szamana Santosa de la Torre z plemienia Huichol z dwóch milionów paciorków o 2 mm średnicy. W zamian miasto Meksyk 14 listopada 1998 r. otrzymało wejście na stację w stylu Hectora Guimarda, zainstalowane na stacji Bellas Artes.

## Przesiadki
Stacja umożliwia przesiadki na autobusy dzienne RATP.

## Otoczenie
W pobliżu stacji znajdują się:
- Luwr
- Palais-Royal
- Place du Palais-Royal